# Stenaroa rubriflava
Stenaroa rubriflava är en fjärilsart som beskrevs av Griveaud 1973. Stenaroa rubriflava ingår i släktet Stenaroa och familjen tofsspinnare. Inga underarter finns listade i Catalogue of Life.